# Fritz Müller-Landeck

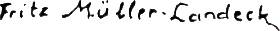
Signatur, 1910

Fritz Müller-Landeck (* 27. Februar 1865 in Pinnow, Pommern; † Herbst 1942 in Lenggries) war ein deutscher Maler und Kunstprofessor.

## Wirken

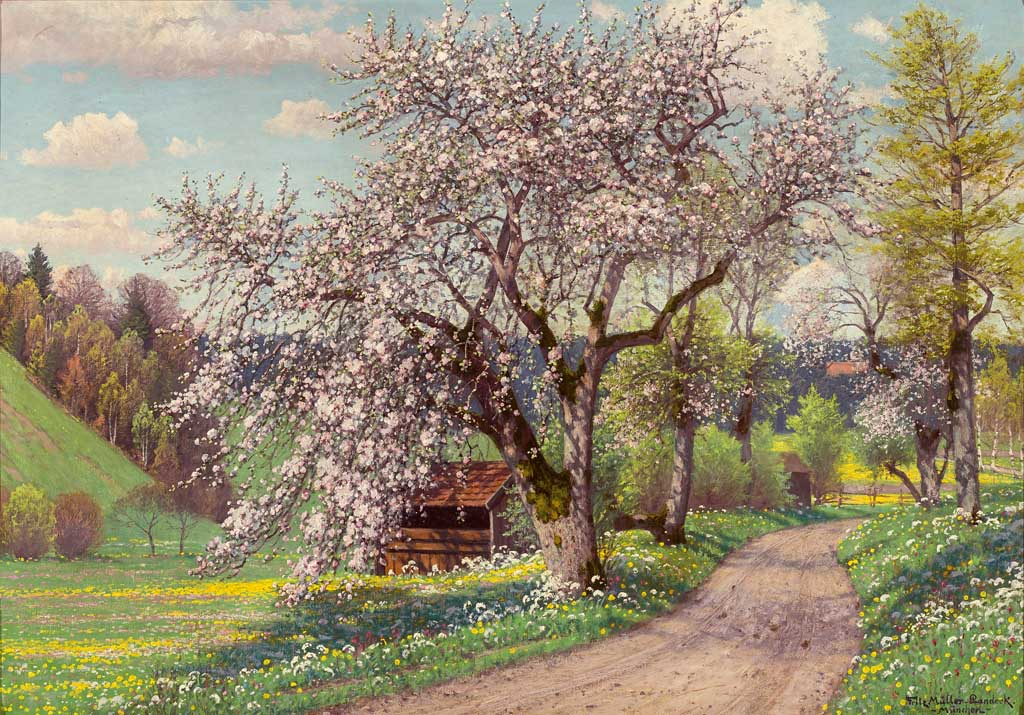
Fritz Müller-Landeck: Maimorgen im Chiemgau

Müller-Landeck wurde in dem Dorf Pinnow bei Ratzebuhr (Kreis Neustettin) geboren. Er besuchte Schulen in Neustettin und Schivelbein. Von 1884 bis 1886 war er Schüler von Paul Friedrich Meyerheim und Eugen Bracht an der Berliner Akademie, wo er die Fächer Landschaft und Tiere belegte. Danach verbrachte er ein Studienjahr in Italien. Zurück in Deutschland leistete er seinen Wehrdienst als Einjähriger in Colberg.
Müller-Landeck wurde insbesondere als Landschaftsmaler bekannt und ging 1889 nach München, wo er an der Akademie der Bildenden Künste München lehrte. Er war Mitglied des Kunstvereins München. In München ist Ende des 19. Jahrhunderts ein Wohnsitz in der Theresienstraße 52 nachgewiesen. Er war auch Bildbeiträger der Zeitschrift Jugend.
Bilder von ihm waren auch bei den Jahresausstellungen im Münchener Glaspalast zu sehen. 1938 war er bei der Ergänzungsausstellung zur Großen Deutschen Kunstausstellung dabei. Einige Werke befinden sich in öffentlichen Sammlungen und viele seiner Arbeiten wurden bei Auktionen versteigert. So erwarb unter anderem die Münchner Städtische Galerie im Lenbachhaus drei Gemälde von Müller-Landeck (Märzföhn, Sonniger Winkel, Wintermorgen) und eines wurde in die Kunstsammlungen Chemnitz aufgenommen (Winterlandschaft, 70 × 100,5 cm). Er starb im Herbst 1942 im Alter von 77 Jahren.